# العلاقات الأيرلندية الشمال مقدونية
العلاقات الأيرلندية الشمال مقدونية هي العلاقات الثنائية التي تجمع بين جمهورية أيرلندا وشمال مقدونيا.

## مقارنة بين البلدين
هذه مقارنة عامة ومرجعية للدولتين:
| وجه المقارنة                                              | جمهورية أيرلندا                                       | شمال مقدونيا                                               |
| --------------------------------------------------------- | ----------------------------------------------------- | ---------------------------------------------------------- |
| المساحة (كم2)                                             | 70.27 ألف                                             | 25.71 ألف                                                  |
| عدد السكان (نسمة)                                         | 4.76 مليون                                            | 2.08 مليون                                                 |
| الكثافة السكانية (ن./كم²)                                 | 67.74                                                 | 80.9                                                       |
| العاصمة                                                   | دبلن                                                  | إسكوبية                                                    |
| اللغة الرسمية                                             | اللغة الأيرلندية، لغة إنجليزية، الإنجليزية الأيرلندية | اللغة المقدونية، اللغة الألبانية                           |
| العملة                                                    | جنيه أيرلندي، يورو، عملات اليورو الأيرلندية           | دينار مقدوني                                               |
| الناتج المحلي الإجمالي (بليون دولار)                      | 333.73 مليار                                          | 11.34 مليار                                                |
| الناتج المحلي الإجمالي (تعادل القوة الشرائية) بليون دولار | 318.16 مليار                                          | 29.26 مليار                                                |
| الناتج المحلي الإجمالي الاسمي للفرد دولار أمريكي          | 61.13 ألف                                             | 4.85 ألف                                                   |
| الناتج المحلي الإجمالي للفرد دولار أمريكي                 |                                                       | 16.25 ألف                                                  |
| مؤشر التنمية البشرية                                      | 0.916                                                 | 0.747                                                      |
| رمز المكالمات الدولي                                      | +353                                                  | +389                                                       |
| رمز الإنترنت                                              | .ie                                                   | .mk                                                        |
| المنطقة الزمنية                                           | 00، ت ع م+01:00، أوروبا/دبلن ‏                         | توقيت وسط أوروبا، ت ع م+01:00، ت ع م+02:00، أوروبا/سكوبيه ‏ |

## منظمات دولية مشتركة
يشترك البلدان في عضوية مجموعة من المنظمات الدولية، منها:
| علم المنظمة | اسم المنظمة                               | تاريخ انضمام جمهورية أيرلندا | تاريخ انضمام شمال مقدونيا |
| ----------- | ----------------------------------------- | ---------------------------- | ------------------------- |
|             | مؤسسة التنمية الدولية                     | 22 ديسمبر 1960               | 25 فبراير 1993            |
|             | يونسكو                                    | 3 أكتوبر 1961                | 28 يونيو 1993             |
|             | وكالة ضمان الاستثمار متعدد الأطراف        | 27 أكتوبر 1989               | 19 مارس 1993              |
|             | مجلس أوروبا                               | ?                            | ?                         |
|             | الأمم المتحدة                             | 14 ديسمبر 1955               | 8 أبريل 1993              |
|             | الاتحاد البريدي العالمي                   | ?                            | ?                         |
|             | البنك الدولي للإنشاء والتعمير             | 8 أغسطس 1957                 | 25 فبراير 1993            |
|             | الاتحاد الدولي للاتصالات                  | 8 ديسمبر 1923                | 4 مايو 1993               |
|             | منظمة حظر الأسلحة الكيميائية              | ?                            | ?                         |
|             | مؤسسة التمويل الدولية                     | 11 سبتمبر 1958               | 25 فبراير 1993            |
|             | المنظمة الأوروبية لسلامة الملاحة الجوية   | 1965                         | 1998                      |
|             | المركز الدولي لتسوية المنازعات الاستشارية | 7 مايو 1981                  | 26 نوفمبر 1998            |
|             | منظمة التجارة العالمية                    | ?                            | ?                         |
|             | منظمة الشرطة الجنائية الدولية             | ?                            | ?                         |
|             | منظمة الأمن والتعاون في أوروبا            | 25 يونيو 1973                | 12 أكتوبر 1995            |

## وصلات خارجية
- موقع وزارة الخارجية الأيرلندية